# Club Esportiu Atlètic Lleida
El Club Esportiu Atlètic Lleida es un equipo de fútbol español con sede en Lérida, en la comunidad autónoma de Cataluña. Fundado el 22 de junio de 2019, juega en la Segunda Federación y disputa sus partidos como local en el Camp d'Esports, con un aforo de 13.000 personas.

## Historia
Fue fundado el 25 de septiembre de 1926 como Club Deportivo Almacellench. Posteriormente cambió su nombre a Club de Fútbol Almacelles y en 1968 a Athlètic Almacelles (el Athletic fue refundado en 2014). En 1986 cambiaron el nombre a Club Esportiu Escola de Futbol Almacelles i Comarca.
Tras ser solo un equipo amateur, EFAC Almacelles comenzó a competir en una liga senior en 1988 y logró el ascenso desde la Tercera Regional. Alcanzaron la máxima categoría del fútbol regional, la Primera Catalana, en 2011.
Después de jugar los años siguientes entre la Primera y la Segunda Catalana, EFAC alcanzó un acuerdo con el Club Esportiu Atlètic Lleida (fundado el 22 de junio de 2019) a finales de junio de 2019 para tomar su lugar en la quinta categoría a partir de la temporada 2020–21. El nombre "Esportiu Atlètic Lleida" fue impugnado por el presidente del Lleida Esportiu en ese momento, Albert Esteve, al considerar que la nueva marca podría "generar confusión".
En marzo de 2024, el Diari Segre informó que el Atlètic Lleida estaba en negociaciones con el Badalona Futur para adquirir su plaza en la Segunda Federación o Primera Federación. Su presidente Josep María Oromí afirmó que las negociaciones se encontraban en una etapa "avanzada".
En junio de 2024 el equipo logró el ascenso a la Tercera Federación y entró en el sistema nacional de ligas del fútbol español. Tras el ascenso, la junta directiva de Atlètic Lleida decidió retirar su oferta de compra del Badalona Futur argumentando que la existencia de dos equipos de Lleida en Segunda Federación generaría un conflicto deportivo que el Atlètic quería evitar, además de buscar fortalecer su propio proyecto. En el plano deportivo el Atlètic finalizó en segunda posición del Grupo V y se clasificó para la promoción de ascenso a Segunda Federación, pero fueron eliminados en las semifinales catalanas por el C. F. Badalona.
Al finalizar la temporada 2024-25, el Lleida Club de Fútbol, equipo principal de la ciudad, que participaba en la Segunda Federación, sufrió un descenso administrativo por impagos. En consecuencia, su plaza entró en un proceso de subasta y sería adjudicada al equipo que cubriera la suma de 288.920,24 euros. El 9 de julio de 2025 el Atlètic Lleida fue declarado ganador de la subasta, ya que abonó la cantidad monetaria requerida y además fue el ofertante con el mejor desempeño deportivo durante la temporada anterior, pues superó en méritos a los otros clubes que pujaron por la plaza (CF Badalona, CE L'Hospitalet y CD Toledo). En consecuencia el Atlètic debutará en la Segunda Federación en la temporada 2025-26, manteniendo así la presencia de un equipo ilerdense en la cuarta categoría del balompié estatal.
En agosto de 2025 el Atlètic Lleida se trasladó a jugar al Camp d'Esports, estadio principal de la ciudad, esto tras la firma de un convenio entre el club, el Lleida CF, el equipo de fútbol femenino AEM y el Ayuntamiento para que los tres equipos hagan un uso compartido de la instalación deportiva.

## Temporada a temporada

### EFAC Almacelles
| Temporada | # | División  | Posición | Copa |
| --------- | - | --------- | -------- | ---- |
| 1988–89   | 8 | 3.ª Reg.  | 4.º      |      |
| 1989–90   | 7 | 2.ª Reg.  | 16.º     |      |
| 1990–91   | 7 | 2.ª Reg.  | 15.º     |      |
| 1991–92   | 8 | 2.ª Terr. | 15.º     |      |
| 1992–93   | 9 | 3.ª Terr. | 2.º      |      |
| 1993–94   | 9 | 3.ª Terr. | 1.º      |      |
| 1994–95   | 8 | 2.ª Terr. | 4.º      |      |
| 1995–96   | 8 | 2.ª Terr. | 8.º      |      |
| 1996–97   | 8 | 2.ª Terr. | 5.º      |      |
| 1997–98   | 8 | 2.ª Terr. | 5.º      |      |
| 1998–99   | 7 | 1.ª Terr. | 14.º     |      |
| 1999–2000 | 7 | 1.ª Terr. | 13.º     |      |
| 2000–01   | 7 | 1.ª Terr. | 15.º     |      |
| 2001–02   | 7 | 1.ª Terr. | 14.º     |      |
| 2002–03   | 7 | 1.ª Terr. | 17.º     |      |
| 2003–04   | 8 | 2.ª Terr. | 2.º      |      |

| Temporada | # | División    | Posición | Copa |
| --------- | - | ----------- | -------- | ---- |
| 2004–05   | 7 | 1.ª Terr.   | 17.º     |      |
| 2005–06   | 8 | 2.ª Terr.   | 2.º      |      |
| 2006–07   | 7 | 1.ª Terr.   | 5.º      |      |
| 2007–08   | 7 | 1.ª Terr.   | 1.º      |      |
| 2008–09   | 6 | Pref. Terr. | 18.º     |      |
| 2009–10   | 7 | 1.ª Terr.   | 2.º      |      |
| 2010–11   | 7 | 1.ª Terr.   | 1.º      |      |
| 2011–12   | 5 | 1.ª Cat.    | 15.º     |      |
| 2012–13   | 6 | 2.ª Cat.    | 2.º      |      |
| 2013–14   | 5 | 1.ª Cat.    | 7.º      |      |
| 2014–15   | 5 | 1.ª Cat.    | 14.º     |      |
| 2015–16   | 6 | 2.ª Cat.    | 2.º      |      |
| 2016–17   | 5 | 1.ª Cat.    | 6.º      |      |
| 2017–18   | 5 | 1.ª Cat.    | 3.º      |      |
| 2018–19   | 5 | 1.ª Cat.    | 10.º     |      |
| 2019–20   | 5 | 1.ª Cat.    | 7.º      |      |

### Atlètic Lleida[13]
| Temporada | # | División   | Posición | Copa |
| --------- | - | ---------- | -------- | ---- |
| 2020–21   | 5 | 1.ª Cat.   | 6.º      |      |
| 2021–22   | 6 | 1.ª Cat.   | 6.º      |      |
| 2022–23   | 6 | 1.ª Cat.   | 3.º      |      |
| 2023–24   | 6 | Lliga Elit | 6.º      |      |
| 2024–25   | 5 | 3.ª Fed.   | 2.º      |      |
| 2025–26   | 4 | 2.ª Fed.   |          |      |